# Ян Вэньцзюнь
Ян Вэньцзю́нь (кит. упр. 杨 文军, пиньинь Yáng Wénjūn; род. 25 декабря 1983) — китайский гребец-каноист, выступал за сборную Китая на всём протяжении 2000-х годов. Двукратный олимпийский чемпион, обладатель двух бронзовых медалей чемпионатов мира, трижды чемпион Азиатских игр, многократный победитель и призёр первенств национального значения.

## Биография
Ян Вэньцзюнь родился 25 декабря 1983 года в уезде Фэнчэн провинции Цзянси. Активно заниматься греблей начал в раннем детстве, проходил подготовку в местном центре водных видов спорта.
Первого серьёзного успеха на взрослом международном уровне добился в 2002 году, когда попал в основной состав китайской национальной сборной и побывал на Азиатских играх в Пусане, откуда привёз сразу две награды золотого достоинства, выигранные в двойках вместе с напарником Ван Бином на дистанциях 500 и 1000 метров. Благодаря череде удачных выступлений удостоился права защищать честь страны на летних Олимпийских играх 2004 года в Афинах, вместе с новым партнёром по команде Мэном Гуаньляном обогнал на пятистах метрах всех соперников и завоевал тем самым золотую олимпийскую медаль — первую в истории Китая в гребле на байдарках и каноэ. Также принимал участие в километровой программе двоек, вышел в финал, но в решающем заезде показал последнее девятое время.
В 2005 году Ян принял участие в чемпионате мира в хорватском Загребе, стартовал сразу в трёх дисциплинах, но ни в одной не смог попасть в число призёров. Год спустя на мировом первенстве в венгерском Сегеде выиграл бронзовую медаль в одиночной полукилометровой программе, уступив в финале лишь россиянину Максиму Опалеву и украинцу Юрию Чебану. Помимо этого, выступил на Азиатских играх в Дохе, в гонках на пятьсот метров получил золото на одноместном каноэ и серебро на двухместном, проиграв команде из Казахстана. На чемпионате мира 2007 года в немецком Дуйсбурге вновь вынужден был довольствоваться бронзовой медалью в зачёте одиночек на 500 метров, на сей раз пропустил вперёд испанца Давида Каля и немца Андреаса Диттмера.
Спустя четыре года Ян Вэньцзюнь воссоединился с Мэном Гуаньляном для участия в домашних Олимпийских играх в Пекине — они вновь были лучшими на пятистах метрах, в том числе обошли ближайших преследователей россиян Сергея Улегина и Александра Костоглода, несмотря на то что на финише их лодка опрокинулась. Таким образом, Мэн и Ян стали последними и предпоследними олимпийскими чемпионами в дисциплине C-2 500, поскольку впоследствии она была исключена из программы Олимпийских игр.
Ян Вэньцзюнь вместе со своим партнёром был признан лучшим спортсменом года в Китае, однако вскоре после пекинской Олимпиады в 2009 году он принял решение завершить карьеру профессионального спортсмена, уступив место в сборной молодым китайским гребцам. Позже нашёл себя в спортивном администрировании, работал спортивным чиновником, в частности в настоящее время занимает должность заместителя директора центра водных видов спорта провинции Цзянси.